# Karl-Heinz Schmal
Karl-Heinz Schmal (* 12. Dezember 1929) ist ein ehemaliger deutscher Fußballspieler und -trainer.

## Werdegang

### Spieler
Schmal begann seine Karriere bei Teutonia Lippstadt und wechselte später zum FSV Frankfurt. Zur Saison 1953/54 wechselte Schmal zum 1. SC Göttingen 05, für die er sieben Mal in der seinerzeit erstklassigen Oberliga Nord absolvierte. Am Saisonende kehrte Schmal nach Lippstadt zurück und schaffte im Jahre 1957 mit der Teutonia den Aufstieg in die drittklassige Verbandsliga Westfalen. Anschließend kam er beim Schweizer Erstligisten FC Winterthur unter. Ein Jahr später wechselte Schmal zu Rot-Weiß Oberhausen in die Oberliga West. Nach sieben Einsätzen verließ er Oberhausen wieder und ging zurück in die Schweiz, nunmehr als Spielertrainer zum FC Nordstern Basel. Im Jahre 1961 kehrte Schmal erneut nach Deutschland zurück und spielte in der Saison 1961/62 zweimal für den VfL Osnabrück in der Oberliga Nord.

### Trainer
Im Jahre 1967 übernahm Schmal für zwei Jahre das Traineramt beim südwestdeutschen Regionalligisten Wormatia Worms. 1970 wurde er Trainer beim ESV Ingolstadt-Ringsee, bevor er zwei Jahre später den FV Speyer übernahm. Im Januar 1975 kehrte Schmal zu Wormatia Worms zurück und stieg mit der Mannschaft zunächst aus der 2. Bundesliga Süd ab. 1976 führte er die Mannschaft zur Meisterschaft in der Amateurliga Südwest. In der folgenden Aufstiegsrunde zur 2. Bundesliga Süd scheiterte die Wormatia an Eintracht Trier. Anschließend wurde Schmal erneut Trainer beim ESV Ingolstadt-Ringsee, mit dem er 1978 das Endspiel um die Deutsche Amateurmeisterschaft erreichte. In den Endspielen scheiterte der ESV jedoch am SV Sandhausen. Im Januar 1979 übernahm Schmal den Zweitligisten FC Hanau 93, konnte aber den Abstieg der Hessen aus der 2. Bundesliga Süd nicht verhindern. Ein Jahr später wurde Schmal zum dritten Mal Trainer beim ESV Ingolstadt-Ringsee und stieg mit seiner Mannschaft ebenfalls aus der 2. Bundesliga Süd ab. Ein viertes Mal sprang er 1981/82 für einige Monate beim selben Klub ein, musste das Amt aber im Frühjahr 1982 aus gesundheitlichen Gründen aufgeben.